# Lockheed EC-130E Rivet Rider
Lockheed EC-130E Rivet Rider — самолёт, предназначенный для ведения психологической войны, является модификацией самолёта Lockheed C-130 Hercules.

## Характеристики
- Экипаж: 4
- Длина: 29,7 м
- Размах крыла: 40,41 м
- Высота: 11,6 м
- Макс. взлётная масса: 79,380 т
- Двигатели: 4 турбовинтовых двигателя Allison T56-A-15
- Максимальная скорость: 602 км/ч

## Эксплуатация
Соединённые Штаты Америки
- Военно-воздушные силы США